# 意大利航空404号班机空难
意大利航空公司404号班机（AZ404/AZA404） 是一趟由意大利米兰-利纳特机场飞往瑞士苏黎世机场的国际航班。1990年11月14日，这架DC-9-32在執飛此航班時在苏黎世机场进場时坠毁于10公里外的魏阿赫地区的树林中。机上46人全部遇难。
瑞士调查团队的调查结论認為，短路导致机上的导航接收器故障，但机组成员沒有发现且认为他们在正确的下降航线上，最終撞山墜毀。瑞士当局也将事故原因归咎于史戴樂博格山缺乏照明和飞机使用的鼓形机载高度计的自身缺陷。
瑞士联邦航空事故调查委员会在發佈的最终报告中提出了几个主要的变更以及进一步的建议。

## 飞机

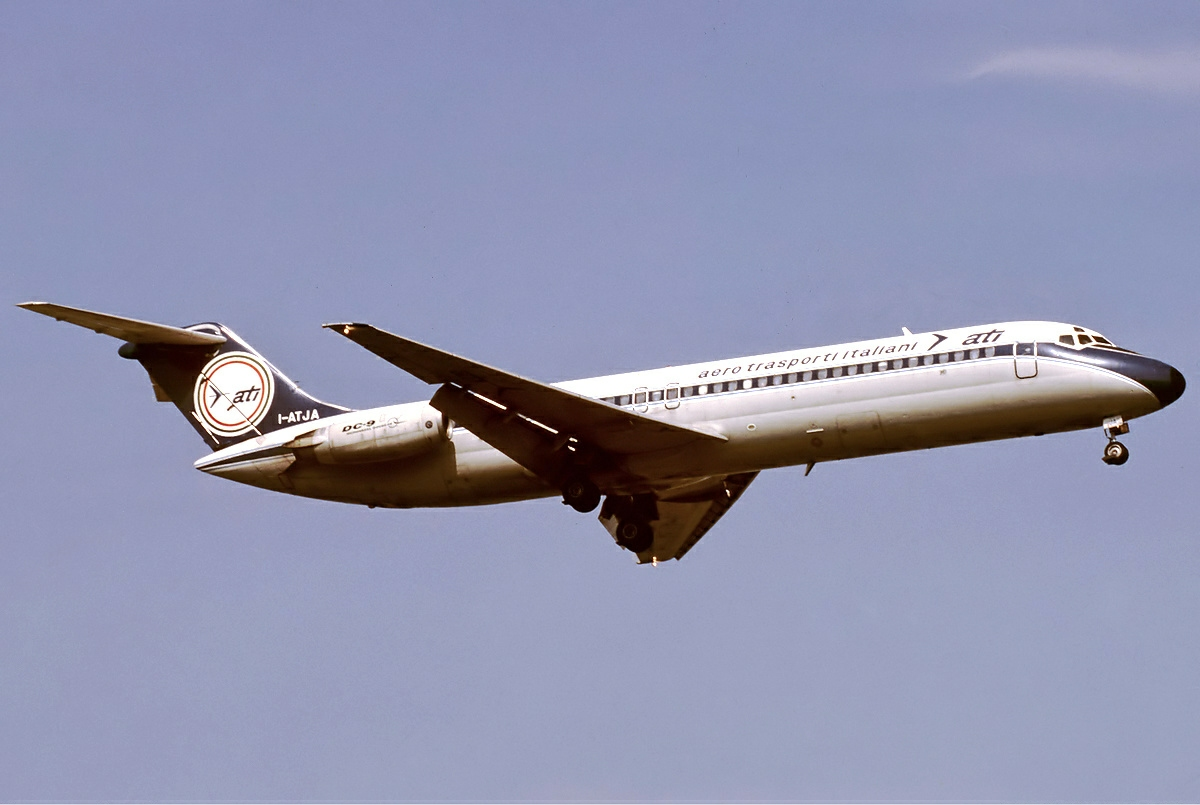
出事的道格拉斯DC-9，注册号I-ATJA，摄影时仍于Aero Trasporti Italiani航空运营

涉事飛機為一架道格拉斯DC-9-32，出厂时间为1974年，序列号47641，注冊編号I-ATJA，使用两台普惠JT8D-9A引擎。1974年9月交付Aero Trasporti Italiani （意大利航空的一家子公司）。1988年10月，该机被租借给意大利航空。墜毀前，此飞机共進行了43452次起降。意外報告指出，这架飞机在事故前10天进行了检查。

## 事故
AZ404於苏黎世机场進場至14号跑道时，由于接收器失效，導致机长的仪表着陆系统显示错误信息——显示飞机處于比实际位置高大约1000英呎（304.8米），然而副机长的仪表着陆系统則正常運作且显示出飞机的进近线路太低。机长在没有彻底审查副机长的数据是否正确的情况下，决定忽略副机长的仪表数据，并终止副机长嘗試重飞。欧洲中部时间19:11:18（19秒後），飞机在1660英呎（510米）撞击史戴樂博格山（Stadlerberg Mountain）。飞机首先与右侧的树木相撞，造成右翼襟翼在内的若干关键部件和外缘分离，導致飞机的升力不对称，使其向右滚转，最后以几乎倒飞的姿态撞山。40名乘客和6名机组成员全部遇难。
在飛機墜毀後，蘇黎世機場塔台發現意大利航空404班機在雷達上消失。那時，兔子航空932班機於附近飛過，塔台於是詢問班機有否發現前方有飛機，对方回复道：「沒有，但地上有一團火光。」塔台人員心知大事不妙。
消防及警察被立即派往事故现场，但由於坠机现场火势很大，大火用了整整一天才扑灭。目击者说：「这架飞机燃烧得像火山一样。」意大利利纳特机场立即成立了一个危机中心，以处理该事故中遇难者的亲属问题。

## 乘客和机组成员
飞机接載了40名乘客和6名机组人员，其中机组人员包括2名飞行员和4名乘务员。飞机上大部分乘客都是瑞士公民，當中大部分都是在米兰的工业区工作后回家的劳动者。同時機上亦有6名美国公民及2名日本冲电气工业的官员，而機上6名意大利乘客中包括著名演員Roberto Mariano。
| 国籍   | 乘客 | 机组成员 | 总共 |
| ------ | ---- | -------- | ---- |
| 意大利 | 6    | 6        | 12   |
| 瑞士   | 26   | -        | 26   |
| 美国   | 6    | -        | 6    |
| 日本   | 2    | -        | 2    |
| 总共   | 40   | 6        | 46   |

该航班的机长是47歲的退伍军人Rafael Liberta，总飞行时數超过10,000小时。副机长为28岁的Massimo De Fraia，於事發當時有約800小时的总飞行时數，並於事故前一年加入意大利航空。

## 调查
事故发生一小时后，瑞士调查人员被告知坠机的消息。调查至少有80名瑞士的调查人员加入調查。此外，意大利内政部长Vincenzo Scotti派出一个调查人员团队連同美国国家运输安全委员会和美国联邦航空局前往事故地点。飞行数据记录仪和驾驶舱语音记录仪在撞击现场被找到。
事故发生后数小时，一些证人声称这架飞机在撞击施泰德山(Stadlerberg)的地面之前已经着火，而其他一些人称，飞机在撞击地面之前已经爆炸。在新闻发布会上，瑞士官方的航空管制发言人Josef Meier在新聞發佈會指出调查人员正在评估包括恐怖主义在內的所有可能事發原因。
意大利新闻媒体报告说，山区被云覆盖，并且该地区下着大雨，但当时瑞士的调查人员称事故发生时机场只有小雨，能见度很高。
在1990年11月16日，瑞士调查团队成員指出，该飞机“飞低于預定的进近线路300米（990英尺），并轻微偏离航道。[机长]并未跟随无线电信标的信号”。该声明没有说明为什么飞机低于进近线路。

### 史戴樂博格山（Stadlerberg Mountain）
史戴樂博格山（Stadlerberg Mountain）离跑道较远，按照国际民航组织的标准，不需要对障碍物的照明。这座高2,090英尺（637米） 的山在夜间不可见，并因而可能危及航班安全。在1976年，这个问题已经被瑞士航空公司、瑞士当局航空部门和FOCA讨论。而調查人員对驾驶舱语音记录器的分析并没有得到任何证据表明机组有寻找被云遮盖的山的行为。

### 导航接收器故障
黑匣子的录音表明，导航仪器（ADI/HSI）显然捕获了下滑道。捕获下滑道时，飞机在下滑道下方约1300 英尺。用显微镜检查接收器的调查结果显示，在撞击时，下滑道指针已经指向中心“在下滑道”偏上一点的位置，这意味着下滑道已被捕获。调查还显示，所有导航仪器都显示飞机在下滑道上，尽管该飞机事实上在下滑道以下飞行。当时调查员没有发现这一仪器的任何问题。
对导航系统的详细检查，和一封1984年8月24日关于导航开关故障模式的信件通过麦克唐纳道格拉斯公司传递给调查人员。检查表明，在飞行过程中导航模式的运作，可能会导致仪表显示一个完全虚假的航向或下滑道指示（“在航向/下滑道上”指示）。这些指标时发生错误时一个红色小旗应该出现，但事实上这一小旗没有出现。这封信被送到每一个配备了错误的导航接收器DC-8 / 9、C-9和MD-80型飞机的运营商处。
1985年在加州长滩，麦克唐纳道格拉斯公司举行了一次关于有缺陷的导航系统的研讨会，意大利航空公司派出了三个飞行员。但是有關信件和研讨会获得的信息并没有发送给意大利航空公司的。这些包括404号班机的机组成员，不知道导航系统可能发出错误指示。

### 导航接收器故障的原因
根据麦克唐纳道格拉斯的说法，在某些型号的VOR/ILS接收器上，短路或一个断开的回路可能导致导航仪器显示“没有偏差”。因此，由飞行导引条显示的在高度偏离指示器上的原始数据和水平指示器将维持和在中间位置而没有失效或警告标志出现。
导航系统不仅没有警告飞行员导航的故障，电路的开路还阻止自动驾驶仪和近地警告系统（GPWS）收到适当的航道和下滑道偏差的信号，导致没有任何仪器对即将出现的近地威胁做出预警。根据机组成员先前的输入信号，自动驾驶仪继续导引飞机，并且近地警告系统没有发出警报，因此飞行员相信，他们在正确的下滑道上，而事实上他们没有。
作为对系统的交叉检查、机长和副机长通常使用两个独立的VOR/LOC接收器接收导航信息。然而，由于没有警告标志，机长和副机长认为他们在正确的航道上，并在之后通过两人的面板上的导航系统切换功能选择了故障的 VOR/LOC 接收器。

### 误读高度计
事故飞机配备一个老式“鼓形指针”式高度计。这种类型的高度仪有几个缺点，例如，当指针指向某些位置时，针的部分使读出的度数结果模糊，导致飞行员无法精确地确定海拔高度。
在几个训练和安全报告中，美国空军已注意到这一高度计的设计问题。
事故報告指出，在報告發佈前一年中，有几起事故是由于高度的误读造成的。美国国家航空航天局的一次研究表明，在参与调查的169美国飞行员中，137名飞行员说，他们至少有一次读错了高度计，134名飞行员观察到另一位飞行员曾至少一次读错高度计，85％的飞行员解释道，他们已经注意到，在他们工作时多次发生对高度计的误读，并且多数误读发生在进近阶段。
基于上述飞行员的说法，调查总结了一些结论：
- “为准确阅读高度计，飞行员需要使用比预计更多的注意力。”
- “小鼓形窗口是一个仪器中给阅读造成困难的部分，它相当小，往往需要看两次，并从指针上转移注意力。”
- “误读总是发生在低海拔，当飞行员分心而关注其他更多的活动时。”
- “最紧张的情况下产生了更多的误读。”
- “如果桶鼓显示的数字在两个1000英尺高度的正中央，一个[分心]之后的快速看高度计的行为可以诱发读数偏离实际情况1000英尺。”

调查人员指出，404号航班的机组成员（可能為機長）可能误读了高度计，认为飞机只是略低于在外标台处应当处于的2650英尺（1248米）高度。然后，在飞機失事前約19秒前副机长已经开始进行复飞，他干预了副驾驶的复飞行为，因为他认为他可以通过降低下降率的方法，在很短的时间内使飞机回到正确的下滑道上。调查人员和麦道公司的结论是，如果機长不中断复飞，这场灾难就可以被避免。

## 事后影响

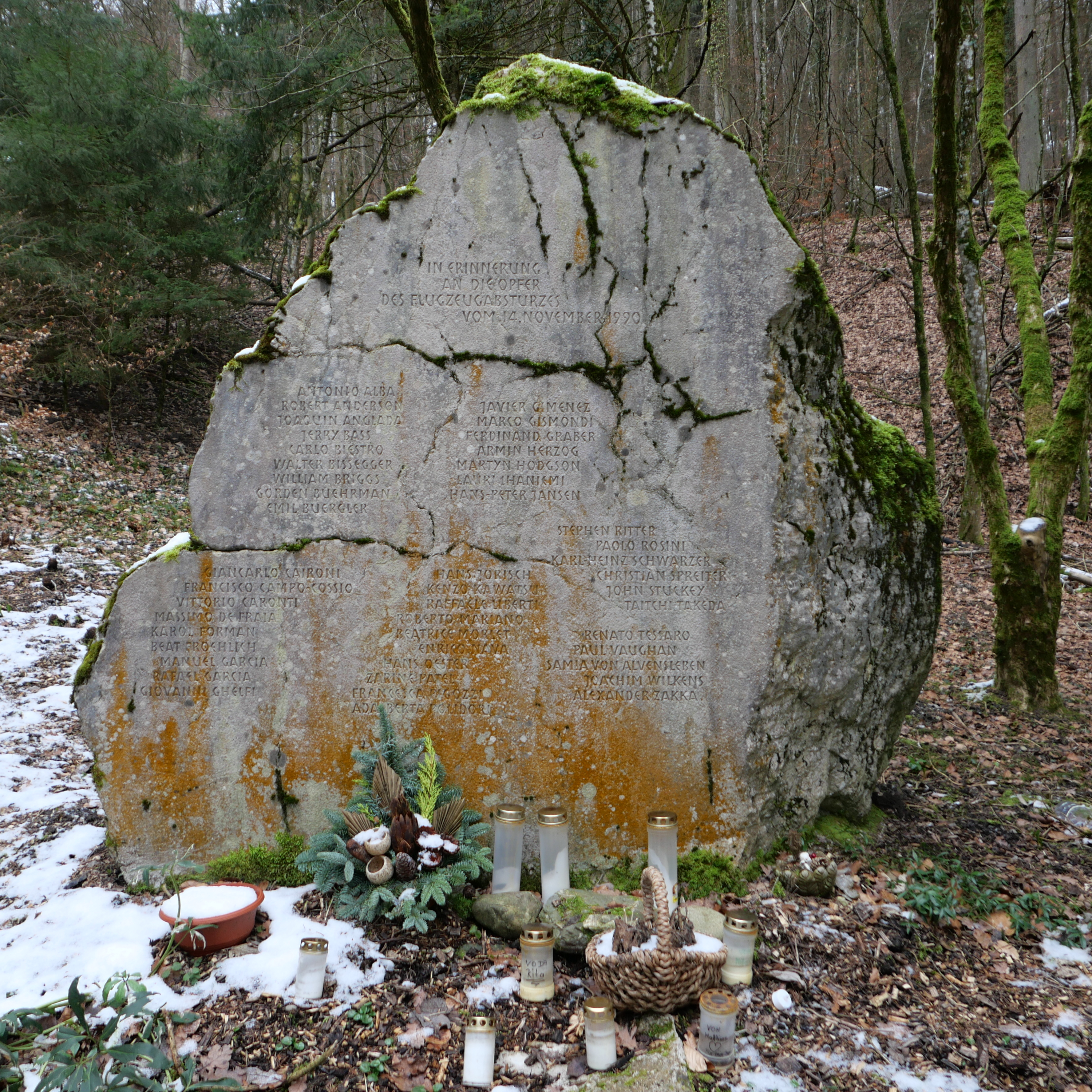
墜機現場遇難者紀念碑。

为了避免类似的情况再次发生，调查委员会提出几项建议，落实機長和副機長在降落过程中的沟通规则，并向飞行员指出误读飞行高度表的可能性，同時提出不论是任何等级或任何职责的机组人员決定重飛時間禁止中断复飞的新规则。适当的决策及审查和清晰的交流是机组资源管理的一部分。
几个事故之后的主要变化：
- 意大利航空在飞行员训练中加入如何對待导航接收器故障和机组成员在导航接收器故障时应采取的行动的培训。
- 瑞士当局的航空部门于史戴樂博格山增加灯光。
- 麦克唐纳-道格拉斯公司修订了他们的训练手册，以增加关于导航可能故障的信息。

此外，还提出了若干建议：
- 没有监测输出信号的导航设备不应被继续使用。
- 鼓形指针高度计不应被继续使用。当局要求这项建议立即实施。
- 地面迫近警告系統（GPWS）应当在导航系统失效的情况下继续运作。